# Statens Bilinspektion
Statens Bilinspektion eller Statens Biltilsyn var en statslig organisering af bilsyn. Statens Bilinspektion blev oprettet i 1960 under Justitsministeriet og hed 1974-1994 Statens Biltilsyn. I 1993 overførtes Statens Biltilsyn til Trafikministeriet og blev organiseret som en selvstændig styrelse.
I foråret 2005 blev Statens Bilinspektion privatiseret og solgt til spanske Applus+.